# Parscher Pfarrkirche Zum Kostbaren Blut

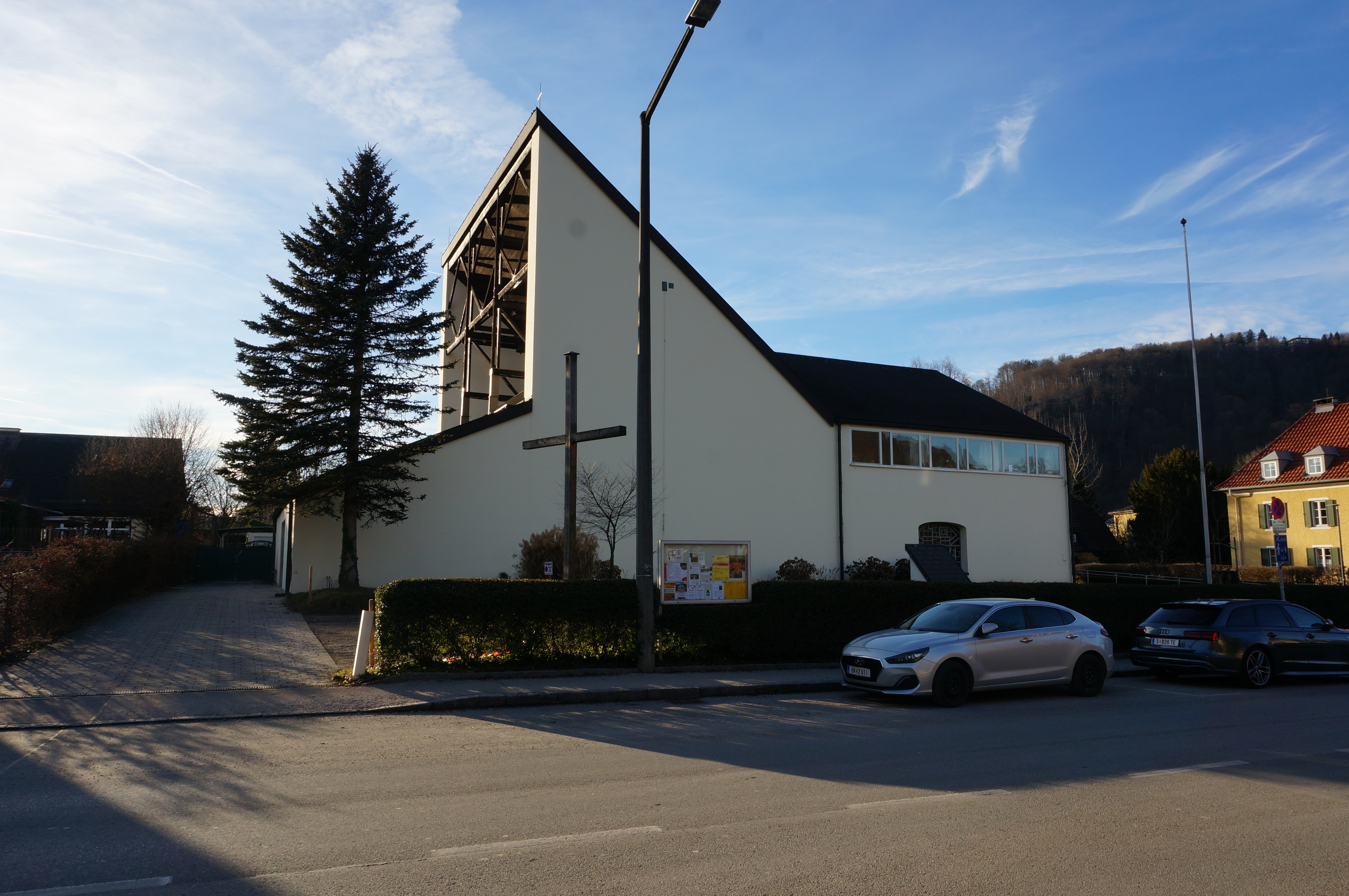
Parscher Pfarrkirche Zum Kostbaren Blut

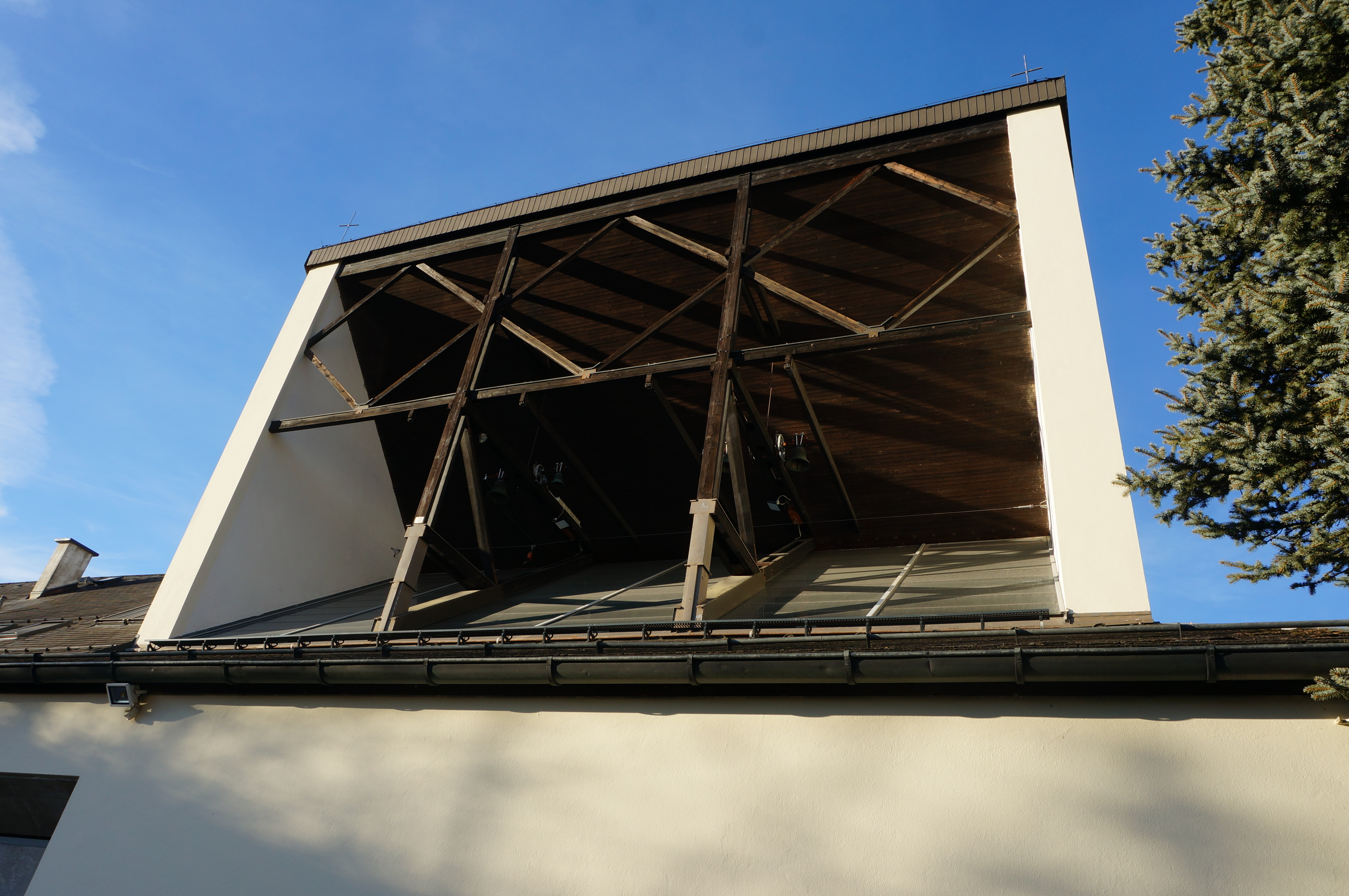
Dachsituation über dem Altarraum

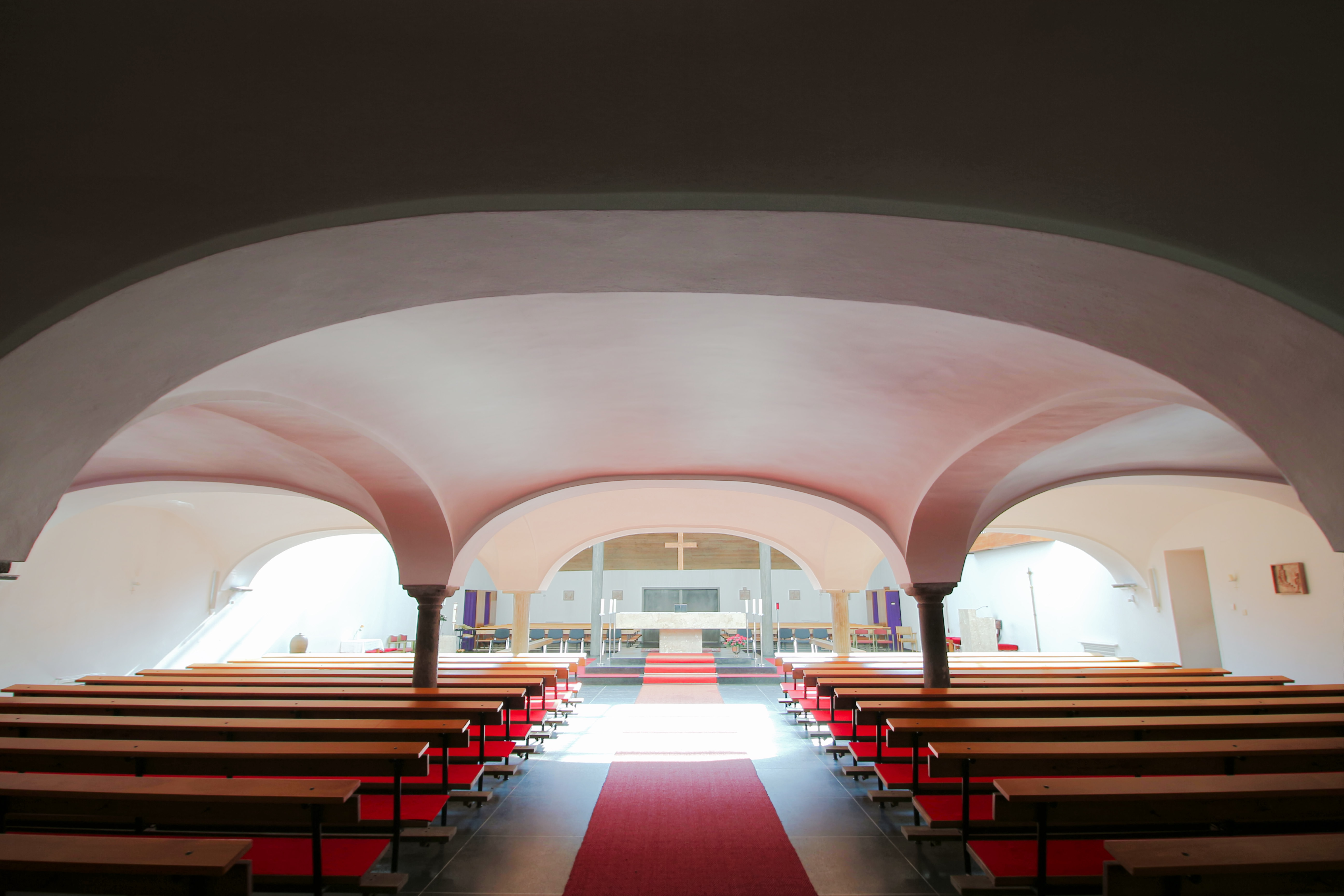
Innenraum

Die Pfarrkirche Parsch Zum Kostbaren Blut ist eine römisch-katholische Pfarrkirche in der Geißmayerstraße 6 im Stadtteil Parsch in der Stadt Salzburg.

## Kirche
Eingebaut wurde die Kirche in einen nach 1866 errichteten Bauernhof, Weichselbaumgehöft genannt, welcher im Eigentum der Erzabtei St. Peter gestanden ist.
Die Aufgeschlossenheit der Kongregation der Missionare vom Kostbaren Blut, der die Seelsorge der im Jahre 1948 errichteten Pfarre oblag, und der persönliche Einsatz von Pfarrer Pater Wilhelm Eisenbarth führte zu einer Planungsanfrage bei Architekt Clemens Holzmeister. Holzmeister empfahl die arbeitsgruppe 4, bestehend aus Wilhelm Holzbauer (1930–2019), Friedrich Kurrent (1931–2022) und Johannes Spalt (1920–2010). So fanden junge Architekten Arbeit und schufen eine der ersten neuen Kirchen der Moderne in Österreich nach dem Zweiten Weltkrieg.
Der Neubau der Pfarrkirche von 1954 bis 1956 nach dem Entwurf von 1953 integriert einen niedrigen 3-schiffigen, 3-jochigen, platzlgewölbten Bereich mit schlanken Granitsäulen des alten Gutshofes als Sitzbankbereich. Dahinter wird ein hoher Raum mit querlaufendem Satteldach als Altarraum genutzt, wobei die hintere Dachfläche verglast wurde. Der Altarraum wirkt durch den freien Raum, durch Höhe, Volumen und Licht. Der Blick durch die Dachverglasung in den Glockenstuhl und das darüberliegende Pultdach erinnert an die Architektur von Talstationen, weshalb sich der Spitzname Seilbahnstation Gottes entwickelte.
Bedeutende bildende Künstler wurden eingebunden, ein Kruzifix von Fritz Wotruba ist über dem Haupteingang, die Betonglasfenster sind von Josef Mikl, und Richard Kurt Fischer ritzte Zeichnungen Sündenfall und Taufe Christi nach Entwürfen von Oskar Kokoschka in den noch frischen Beton des Kirchenportals. Über dem Altar ist ein Kruzifix von Jakob Adlhart angebracht. Seitlich im Altarraum befindet sich eine Figur Madonna um 1520.

## Nachweise
- Pfarrkirche zum Hl. Blut in Parsch. In: Dehio Salzburg 1986, S. 671.
- Parscher Kirche. Eintrag in nextroom.at

1. ↑  die Elisabethkirche, erbaut 1953, war in Grundzügen schon vor dem Krieg geplant
2. ↑  Otmar Lowitzer: Kirchenbauten in Österreich 1945–1970: Studien zum Kirchenbau im Spannungsfeld von Architektur-Strömungen, Liturgischer Bewegung und kirchlicher Kunstauffassung, Dissertation Universität Wien, 2007, S. 72 f, doi:10.25365/thesis.264.
3. ↑  Architektourtour der Stadt Salzburg, 1950–1959, archtour-stadt-salzburg.at
4. ↑  Arbeiten am Glockenstuhl, Archivbericht Erzdiözese Salzburg, Rupertus Blatt, ohne Jahresangabe, abgerufen am 22. April 2009

Koordinaten: 47° 47′ 58″ N, 13° 4′ 7,4″ O